# Joël Lunell
Joël Lunell  ( 1851 - 1920 ) fue un botánico pteridólogo sueco, que trabajó ampliamente en territorio estadounidense

## Algunas publicaciones
- 1910. New plants from North Dakota. Ed. Notre Dame, Ind. : University Press
- 1916. Enumerantur Plantae Dakotae Septentrionalis Vasculares/The Vascular Plants of North Dakota. VII. American Midland Naturalist 4 (10): 419-431

### Libros
- 1884. Svampkokbok, innehållande recept till 218 svamprätter. Ed. A. Bonnier. Estocolmo
- Bebel, A ; J Lunell1886. Hvad vi vilja (Unsere Ziele). Ed. Associations-Boktryckeriet. Estocolmo
- 1913. Early spring plants of Central North Dakota. p. 1-3. Ed. Notre Dame, Indiana
- 1915. Enumerantur plantae Dakotae septentrionalis vasculares = the vascular plants of North Dakota, with notes. Ed. Notre Dame, Ind.

## Honores

### Epónimos
Género
- (Scrophulariaceae) Lunellia Nieuwl.[2]

Especies
- (Asteraceae) Antennaria lunellii Greene[3]

- (Asteraceae) Solidago lunellii Rydb.[4]

- (Brassicaceae) Lesquerella lunellii A.Nelson[5]

- (Cyperaceae) Carex lunelliana Mack.[6]

- (Primulaceae) Lysimachia lunellii (Greene) Hand.-Mazz.[7]

- La abreviatura «Lunell» se emplea para indicar a Joël Lunell como autoridad en la descripción y clasificación científica de los vegetales.[8]